# علی‌اکبر احمدیان
علی‌اکبر احمدیان بابکی (زادهٔ ۱۳۴۰) دریادار سپاه پاسداران انقلاب اسلامی است که از سال ۱۴۰۴ به‌عنوان نماینده رهبری در شورای دفاع کشور و نماینده ویژه رئیس‌جمهور و رئیس قرارگاه پیشرفت طرح‌های ملی و راهبردی کشور فعالیت می‌کند. او از سال ۱۴۰۱ عضو حقیقی مجمع تشخیص مصلحت نظام است. احمدیان پیش‌تر از سال ۱۴۰۲ تا ۱۴۰۴ به‌عنوان پنجمین دبیر شورای عالی امنیت ملی فعالیت می‌کرد.
احمدیان فعالیت نظامی را از سال ۱۳۵۹ در سپاه پاسداران آغاز کرد و در خلال جنگ ایران و عراق از اعضای این نهاد بود. وی از ۱۳۶۴ تا ۱۳۶۹ ریاست ستاد نیروی دریایی سپاه را برعهده داشت، از ۱۳۶۹ تا ۱۳۷۶ جانشین فرمانده نیروی دریایی سپاه بود و در فاصله سالهای ۱۳۷۶ تا ۱۳۷۹ به‌عنوان فرمانده نیروی دریایی سپاه پاسداران فعالیت می‌کرد. احمدیان از ۱۳۷۹ تا ۱۳۸۶ ریاست ستاد مشترک سپاه پاسداران را برعهده داشت.
نام احمدیان در فهرست افراد تحریم‌شده توسط ایالات متحده آمریکا و اتحادیه اروپا قرار دارد. ۸ اوت ۲۰۲۳ وزارت خارجه کانادا وی را به دلیل «تهدید صلح و امنیت بین‌المللی و نقض فاحش و سیستماتیک حقوق بشر» تحریم کرد.

## زندگی‌نامه
علی‌اکبر احمدیان بابکی در ۱۳۴۰ در شهر بابک، استان کرمان زاده شد. وی در سال ۱۳۵۹ در حال تحصیل در رشته دندان‌پزشکی بود که آن را به صورت موقت رها کرد و به جبهه‌های جنگ ایران و عراق رفت. احمدیان دانش‌آموخته دکتری دندان‌پزشکی از دانشگاه تهران، و همچنین کارشناسی ارشد علوم دفاعی و دکتری مدیریت استراتژیک از دانشگاه عالی دفاع ملی است. باوجود اینکه وی از رتبه‌های برتر دانشگاهی بود، اما تمرکز خود را بر تولید ایده‌های راهبردی و تحول آفرین در حوزه دفاعی و نظامی قرار داده است.
مشی شخصی احمدیان رسانه گریزی و دوری از اقدامات رسانه‌ای است و باوجود اینکه از مدیران عالی جمهوری اسلامی می‌باشد تعلق حزبی به هیچ‌یک از جریانات سیاسی کشور ندارد.

### سپاه پاسداران
احمدیان فعالیت در سپاه پاسداران انقلاب اسلامی را از سال ۱۳۵۹ آغاز کرد و در طول جنگ ایران و عراق از فرماندهان ارشد سپاه پاسداران محسوب می‌شد و ریاست ستاد قرارگاه نوح را برعهده داشت. احمدیان در عملیات‌های فتح‌المبین، خیبر، والفجر مقدماتی و والفجر ۳، کربلای ۳ و کربلای ۴، حضوری فعال داشت.
او در سال ۱۳۶۴ با حکم سید روح‌الله خمینی، بنیان‌گذار جمهوری اسلامی، به ریاست ستاد نیروی دریایی سپاه منصوب شد. وی پس از جنگ از ۱۳۶۹ تا ۱۳۷۶ جانشین فرمانده نیروی دریایی سپاه بود و از ۱۳۷۶ تا ۱۳۷۹ نیز به‌عنوان فرمانده نیروی دریایی سپاه پاسداران فعالیت می‌کرد. او در فاصلهٔ سال‌های ۱۳۷۹ تا ۱۳۸۶ ریاست ستاد مشترک سپاه پاسداران را برعهده داشت.
احمدیان از سال ۱۳۸۶ ریاست مرکز راهبردی سپاه پاسداران را برعهده دارد. او از جمله معماران اصلی نیروی دریایی جدید و بدیع سپاه که بر مبنای ایده‌های انقلاب شکل گرفته و از اولین نظریه‌پردازان ایده دفاع نامتقارن بود.

### مجمع تشخیص مصلحت نظام
وی از ۲۹ شهریور ۱۴۰۱ با حکم رهبر انقلاب اسلامی به عضویت مجمع تشخیص مصلحت نظام درآمد.

### شورای عالی امنیت ملی

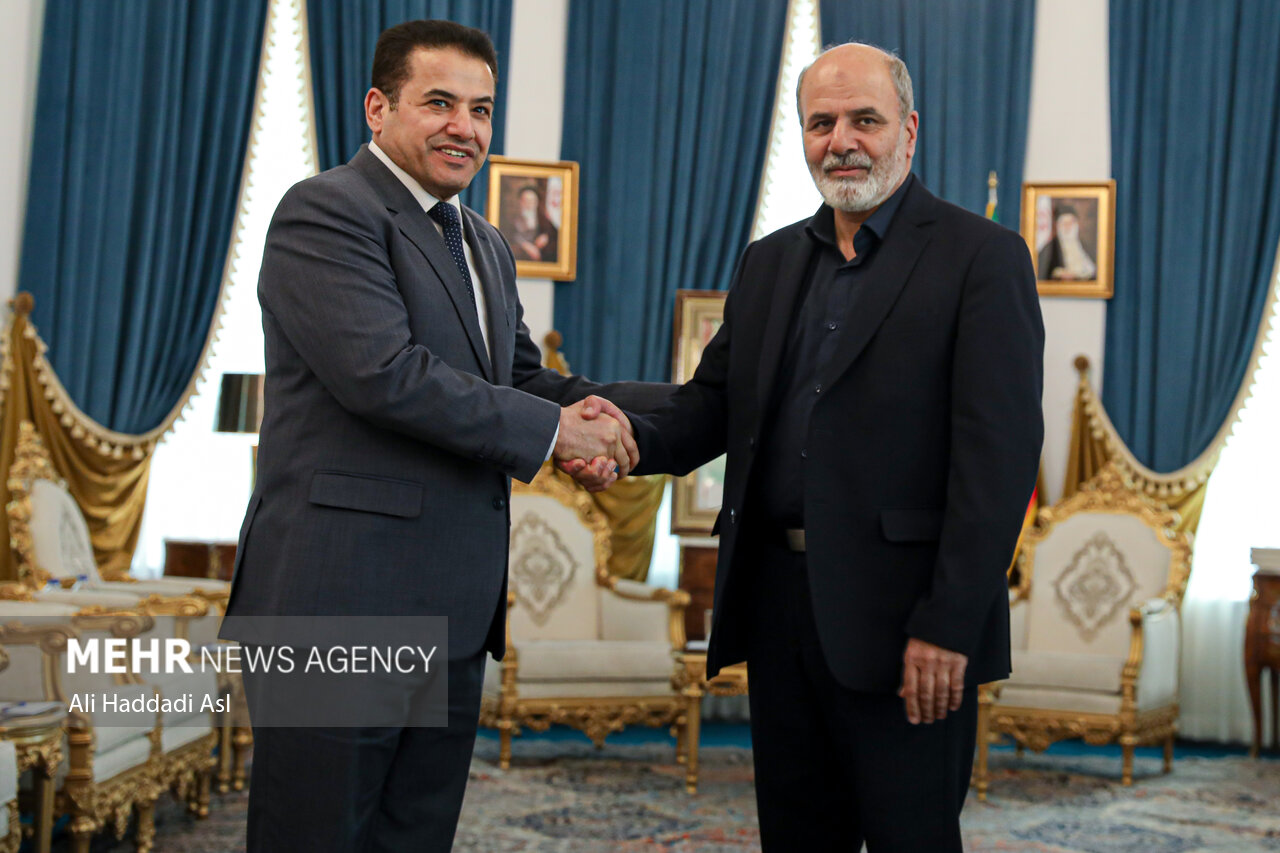
احمدیان و قاسم الاعرجی مشاور امنیت ملی عراق در خرداد ۱۴۰۲

در ۱ خرداد ۱۴۰۲ و پس از برکناری علی شمخانی از سمت دبیری شورای عالی امنیت ملی، احمدیان با حکم سید ابراهیم رئیسی، رئیس‌جمهور ایران، جانشین شمخانی شد.
رویکرد احمدیان در شورای عالی امنیت عبور از کارکردهای سنتی دبیرخانه این شورا در حوزه‌های دفاعی و امنیتی بوده است. گسترش راهبردهای امنیتی جمهوری اسلامی در حوزه‌های امنیت اقتصادی، امنیت غذایی، امنیت سایبری و امنیت زیست‌محیطی از اقدامات شاخص وی می‌باشد دبیرخانه شورای عالی امنیت ملی در زمان احمدیان تمرکز ویژه‌ای بر حل مسائل جامعه با راهبرد کشف ایده و گسترش خلاقیت و همچنین بسترسازی برای اقدامات دانشی و حذف قواعد ضدمردمی داشته است.

## تحریم
احمدیان به‌عنوان افراد کلیدی سپاه پاسداران از سال ۲۰۰۷ توسط وزارت خزانه‌داری ایالات متحده آمریکا تحریم شده است. او همچنین توسط اتحادیه اروپا از آوریل ۲۰۰۷ تحریم شده است.
او در ۲۴ مارس ۲۰۰۷ به موجب قطعنامه ۱۷۳۷ شورای امنیت سازمان ملل متحد، به عنوان یکی از اعضای مرتبط با سپاه پاسداران تحریم شد. سپس در سال ۲۰۱۵ نیز به موجب قطعنامه ۲۲۳۱ همین شورا مجدداً تحریم شد. نام او در لیست ۲۳ مقام نظامی جمهوری اسلامی ایران است که بر اساس برجام به صورت خودکار از تحریم منع سفر بین‌المللی خارج می‌شوند.
در ۸ اوت ۲۰۲۳، وزارت خارجه کانادا در سیزدهمین بسته تحریم‌ها، ۷ مقام جمهوری اسلامی ایران از جمله احمدیان را به دلیل «تهدید صلح و امنیت بین‌المللی و نقض فاحش و سیستماتیک حقوق بشر» تحریم کرد.